# Sitalces surinamensis
Sitalces surinamensis är en insektsart som beskrevs av Marius Descamps och Christiane Amédégnato 1970. Sitalces surinamensis ingår i släktet Sitalces och familjen gräshoppor. Inga underarter finns listade i Catalogue of Life.